# Hylocomiopsis ovicarpa
Hylocomiopsis ovicarpa là một loài Rêu trong họ Thuidiaceae. Loài này được (Besch.) Cardot mô tả khoa học đầu tiên năm 1913.